# Scutellinia
Scutellinia(Cooke) Lambotte, Flora myc. Belg., Suppl. 1 1: 299 (1887).
Scutellinia è un genere di funghi ascomiceti con carpoforo a forma di coppa, dal colore arancione talvolta tendente al rosso e con l'orlo visibilmente cigliato.

## Specie diScutellinia
La specie tipo è Scutellinia scutellata (L.) Lambotte (1887), altre specie incluse sono:
- Scutellinia ahmadii (E.K. Cash) S.C. Kaushal (1983)
- Scutellinia ahmadiopsis W.Y. Zhuang (2005)
- Scutellinia alleghenensis (Denison) J. Moravec (1989)
- Scutellinia alnea (Velen.) Svrček (1979)
- Scutellinia arenosa (Fuckel) Kuntze (1891)
- Scutellinia arenosa (Velen.) Le Gal (1967)
- Scutellinia armatospora Denison (1961)
- Scutellinia asperrima (Ellis & Everh.) Le Gal (1959)
- Scutellinia aurantia (Clem.) Waraitch (1977)
- Scutellinia aurantiaca Bogacheva (2001)
- Scutellinia auricula (Schaeff.) Seaver (1928)
- Scutellinia badio-berbis (Berk. ex Cooke) Kuntze (1891)
- Scutellinia balansae (Speg.) Gamundí (1956)
- Scutellinia barlae (Boud.) Maire (1933)
- Scutellinia beatricis Svrček (1984)
- Scutellinia beijingensis W.Y. Zhuang (2005)
- Scutellinia bifurcata Gamundí (1975)
- Scutellinia blumenaviensis (Henn.) Le Gal (1967)
- Scutellinia caucasica Kullman & Raitv. (1978)
- Scutellinia cejpii (Velen.) Svrček (1971)
- Scutellinia chaetoloma Clem.
- Scutellinia chiangmaiensis T. Schumach. (1990)
- Scutellinia citrina (Massee & Crossl.) Y.J. Yao & Spooner (1995)
- Scutellinia claviseta Häffner (1993)
- Scutellinia coccinea L. Remy (1965)
- Scutellinia colensoi Massee ex Le Gal (1967)
- Scutellinia convexa (Velen.) Svrček (1971)
- Scutellinia crinita (Bull.) Lambotte (1887)
- Scutellinia crinita var. discreta (Kullman & Raitv.) Matočec & Krisai (2005)
- Scutellinia crucipila (Cooke & W. Phillips) J. Moravec (1984)
- Scutellinia cubensis (Berk. & M.A. Curtis) Gamundí (1956)
- Scutellinia decipiens Le Gal (1966)
- Scutellinia diaboli (Velen.) Le Gal (1964)
- Scutellinia dispora Clem.
- Scutellinia doelloi (Speg.) Cash (1972)
- Scutellinia erinaceus (Schwein.) Kuntze (1891)
- Scutellinia fimetaria (Seaver) Teng (1963)
- Scutellinia fimicola J. Moravec (1968)
- Scutellinia fujianensis J.Z. Cao & J. Moravec (1989)
- Scutellinia furcatopila J. Moravec (1984)
- Scutellinia gelatinosa S.C. Kaushal & R. Kaushal (1983)
- Scutellinia gintlii (Velen.) Svrček (1971)
- Scutellinia hazslinszkia (Cooke) Kuntze (1891)
- Scutellinia heimii Le Gal (1966)
- Scutellinia heteroclita Le Gal (1972)
- Scutellinia heterosculpturata Kullman & Raitv. (1977)
- Scutellinia heterospora Clem.
- Scutellinia hirtella (Rehm) Svrček (1963)
- Scutellinia hrabanovii (Velen.) Svrček (1977)
- Scutellinia hydrogeton Gamundí (1964)
- Scutellinia hyperborea T. Schumach. (1990)
- Scutellinia immersa Svrček (1971)
- Scutellinia inexpectata Le Gal (1972)
- Scutellinia insignispora Svrček & J. Moravec (1969)
- Scutellinia irregularis Clem.
- Scutellinia ischnotricha Le Gal (1953)
- Scutellinia ischnotricha Le Gal (1962)
- Scutellinia jaczewskiana (Henn.) Le Gal (1962)
- Scutellinia jilinensis Z.H. Yu & W.Y. Zhuang (2000)
- Scutellinia kerguelensis (Berk.) Kuntze (1891)
- Scutellinia kerguelensis var. kerguelensis (Berk.) Kuntze (1891)
- Scutellinia kerguelensis var. microspora W.Y. Zhuang (2005)
- Scutellinia korfiana W.Y. Zhuang (2005)
- Scutellinia korfii Le Gal (1969)
- Scutellinia laevispora (Korf & W.Y. Zhuang) J. Moravec (1997)
- Scutellinia legaliae Lohmeyer & Häffner (1983)
- Scutellinia limosa (Velen.) Svrček (1974)
- Scutellinia lurida (Henn. & E. Nyman) Le Gal (1953)
- Scutellinia lusatiae (Cooke) Kuntze
- Scutellinia luteoaurantia Le Gal (1972)
- Scutellinia macrospora (Svrček) Le Gal (1964)
- Scutellinia marginata Gamundí (1975)
- Scutellinia megalosphaera Dissing (1981)
- Scutellinia michiganensis Povah (1935)
- Scutellinia minor (Velen.) Svrček (1971)
- Scutellinia minutella Svrček & J. Moravec (1969)
- Scutellinia mirabilis Dissing & Sivertsen (1983)
- Scutellinia nigrohirtula (Svrček) Le Gal (1964)
- Scutellinia nivalis (Boud.) Le Gal (1962)
- Scutellinia nivea T. Schumach. (1990)
- Scutellinia olivascens (Cooke) Kuntze (1891)
- Scutellinia pallida (Naumov) Cash (1972)
- Scutellinia paludicola (Boud.) Le Gal (1966)
- Scutellinia parvispora J. Moravec (1974)
- Scutellinia patagonica (Rehm) Gamundí (1960)
- Scutellinia peloponnesiaca J. Moravec (1974)
- Scutellinia pennsylvanica (Seaver) Denison (1961)
- Scutellinia phlyctispora (Lepr. & Mont.) Le Gal (1953)
- Scutellinia phymatodea S.C. Kaushal & R. Kaushal (1983)
- Scutellinia pilatii (Velen.) Svrček (1971)
- Scutellinia pratensis (Velen.) Le Gal (1972)
- Scutellinia pseudomargaritacea Le Gal (1966)
- Scutellinia pseudotrechispora (J. Schröt.) Le Gal (1962)
- Scutellinia regalis (Velen.) Svrček (1979)
- Scutellinia rigidula (Velen.) Svrček (1971)
- Scutellinia rotundisperma Donadini (1983)
- Scutellinia samoensis (Henn.) Le Gal (1962)
- Scutellinia semiobscura Le Gal (1972)
- Scutellinia setosa (Nees) Kuntze (1891)
- Scutellinia setosissima Le Gal (1969)
- Scutellinia sinensis M.H. Liu (1996)
- Scutellinia sinosetosa W.Y. Zhuang & Zheng Wang (1998)
- Scutellinia stenosperma Le Gal (1953)
- Scutellinia subbadioberbis Le Gal (1972)
- Scutellinia subcervorum Svrček (1971)
- Scutellinia subglobispora Svrček & J. Moravec (1969)
- Scutellinia subhirtella Svrček (1971)
- Scutellinia subreticulata (K.S. Thind, E.K. Cash & Pr. Singh) R. Kaushal (1977)
- Scutellinia superba (Velen.) Le Gal (1964)
- Scutellinia texensis (Berk. & M.A. Curtis) Le Gal (1953)
- Scutellinia torrentis (Rehm) T. Schumach. (1990)
- Scutellinia totaranuiensis J. Moravec (1996)
- Scutellinia trechispora (Berk. & Broome) Lambotte (1887)
- Scutellinia tuberculata Matočec (2000)
- Scutellinia uliginosa L.R. Batra (1961)
- Scutellinia umbrorum (Fr.) Lambotte (1887)
- Scutellinia verrucipolaris Denison (1961)
- Scutellinia virungae Van der Veken (1978)
- Scutellinia vitreola Kullman (1982)